# Agathis kozlovi
Agathis kozlovi är en stekelart som beskrevs av Vladimir Ivanovich Tobias 1974. Agathis kozlovi ingår i släktet Agathis och familjen bracksteklar. Inga underarter finns listade i Catalogue of Life.